# Либерийско-польские отношения
Либерийско-польские отношения — двусторонние дипломатические отношения между Либерией и Польшей, а также их предшественниками.

## История
Вторая Речь Посполитая, получив независимость в 1918 году, активно заинтересовалась получением колоний, одним из претендентов была Либерия. С этой целью была основана Морская и колониальная лига, которая начала экономическое освоение Либерии. Однако развитие отношений в 1930-е годы между Польшей и Либерией сошло на нет, главным образом из-за противодействия США и начала Второй мировой войны. Либерия и Польша были союзниками во Второй мировой войне.
Дипломатические отношения между Польшей и Либерией установлены 30 мая 1973 года. С 1973 года в Монровии находился делегат министра иностранных дел, офис которого позже был преобразован в посольство при тогдашнем Министерстве иностранного сотрудничества. Из-за продолжающейся гражданской войны в Либерии деятельность посольства и офиса коммерческого советника была приостановлена в 1990 году и до сих пор не восстановлена. 2013 года подписано соглашение между странами об обмене информацией по налоговым вопросам. В 2019 году Либерия участвовала в конференции по продвижению будущего мира и безопасности на Ближнем Востоке, одним из организатором которой была Польша. Польша финансирует развитие либерийского образования. Также в Либерии есть польские военные наблюдатели. Либерийские президенты каждый год поздравляют Польшу с днём независимости.

## Торговля
Долгое время торговля между Польшей и Либерией характеризовалась отрицательным сальдо, в основном из-за регистрации польских судов под «удобным флагом» Либерии и импорта минеральных продуктов. Польша в основном экспортирует в Либерию продукцию электромеханической промышленности (автомобили) и продукцию животноводства. Торговля Польши с Либерией в первом квартале 2021 года выглядела следующим образом:
- экспорт польских товаров: 4,51 миллиона евро;
- импорт либерийских товаров: 30,22 миллиона евро[8].

## Виза
- Польские граждане для посещения Либерии должны иметь визу, которую необходимо подавать в одном из посольств Либерии в странах ЕС, например, в Берлине, Брюсселе, Париже, Лондоне[9].
- Либерийские граждане для посещения Польши также должны иметь визу[10].

## Дипломатические представительства
- Либерия не представлена в Польше ни на каком уровне[11].
- Польша не имеет посольства в Либерии, но польское посольство в Нигерии аккредитовано и в Либерию[12].